# Stephen Werner
Stephen Werner (* 8. August 1984 in Washington, D.C.) ist ein US-amerikanischer Eishockeyspieler, der zuletzt zwischen 2014 und 2017 bei den EC Graz 99ers in der Österreichischen Eishockey-Liga unter Vertrag stand.

## Karriere
Stephen Werner begann seine Karriere als Eishockeyspieler im USA Hockey National Team Development Program, für das er von 2000 bis 2002 in den Juniorenligen United States Hockey League sowie North American Hockey League aktiv war. Anschließend besuchte er vier Jahre lang die UMass Amherst, für deren Eishockeymannschaft er parallel in der Hockey East spielte. Während seines Studiums wurde er im NHL Entry Draft 2003 in der dritten Runde als insgesamt 83. Spieler von den Washington Capitals ausgewählt. Für deren Farmteam Hershey Bears aus der American Hockey League gab der Center gegen Ende der Saison 2005/06 sein Debüt im professionellen Eishockey. In den folgenden beiden Spielzeiten lief er parallel für die Hershey Bears in der AHL sowie deren Kooperationspartner South Carolina Stingrays in der ECHL auf. Zudem kam er im Laufe der Saison 2007/08 kam er zudem für das AHL-Team Springfield Falcons zum Einsatz. In der folgenden Spielzeit trat er für die Milwaukee Admirals in der AHL sowie die Cincinnati Cyclones in der ECHL an. 
Nach einjähriger Auszeit vom Eishockey ging Werner zur Saison 2010/11 nach Deutschland, wo er einen Vertrag bei den Starbulls Rosenheim aus der 2. Eishockey-Bundesliga erhielt. Die folgende Spielzeit verbrachte der US-Amerikaner bei den Grizzly Adams Wolfsburg aus der Deutschen Eishockey Liga, ehe er zur Saison 2012/13 von deren Ligarivalen Augsburger Panther verpflichtet wurde. Zwischen 2014 und 2017 spielte er für die EC Graz 99ers in der Österreichischen Eishockey-Liga.

### International
Für die USA nahm Werner an der U18-Junioren-Weltmeisterschaft 2002 sowie der U20-Junioren-Weltmeisterschaft 2004 teil. Bei beiden Turnieren gewann er mit seiner Mannschaft die Goldmedaille. In der Spielzeit 2011/12 absolvierte er drei Länderspiele für die US-Herren-Auswahl.

## Erfolge und Auszeichnungen
- 2003 Hockey East All-Tournament Team
- 2003 Hockey East All-Rookie Team

### International
- 2002 Goldmedaille bei der U18-Junioren-Weltmeisterschaft
- 2004 Goldmedaille bei der U20-Junioren-Weltmeisterschaft

## Statistik
(Stand: Ende der Saison 2015/16)